# セントラルウィングス
セントラルウィングス（英語:Centralwings）はかつてポーランドのワルシャワを拠点としていたチャーター便の航空会社であり、LOTポーランド航空の子会社であった。元々は格安航空会社として運航していたが、2008年10月にチャーター便のみの運航となった。欧州にて国際線を運航していた。また、ボーイング737型機を使用していた。ワルシャワ・ショパン空港を主な拠点とし、グダニスク・レフ・ヴァウェンサ空港、バリツェ空港をハブ空港としていた。
2009年3月26日、LOTポーランド航空の取締役会はセントラルウィングスの営業を停止を決定したが、その際、従業員に何が起きるかについては一切知らされなかった。

## 歴史
2004年12月に設立し、2005年2月に運航を開始した航空会社である。セントラルウイングスはその社名の通り、ポーランドを中心とした中欧市場に参入していた。
ワルシャワ、クラクフ、グダニスク、カトヴィツェ、ウッチ、ポズナン、シュチェチン、ヴロツワフといったポーランドの8都市から定期便を出航していた。そのうち、輸送量のうち60％はアイルランドやイギリスへの路線へと割り振られ、ライアンエアーやウィズエアーといった超低価格の競合他社との激しい戦いに苦しむことになる。しかし、地中海のビーチ及び島々、アムステルダム、ボローニャ、リール (フランス)、リスボン、パリ、ボーヴェ、ローマなどといった都市へも出航していた。2008年10月に30路線弱の運航を終了した。
2009年3月26日、セントラルウィングスは、採算が取れないためセントラルウィングスの一部運航を停止した。セントラルウィングスは2009年末まで運航を続けた。

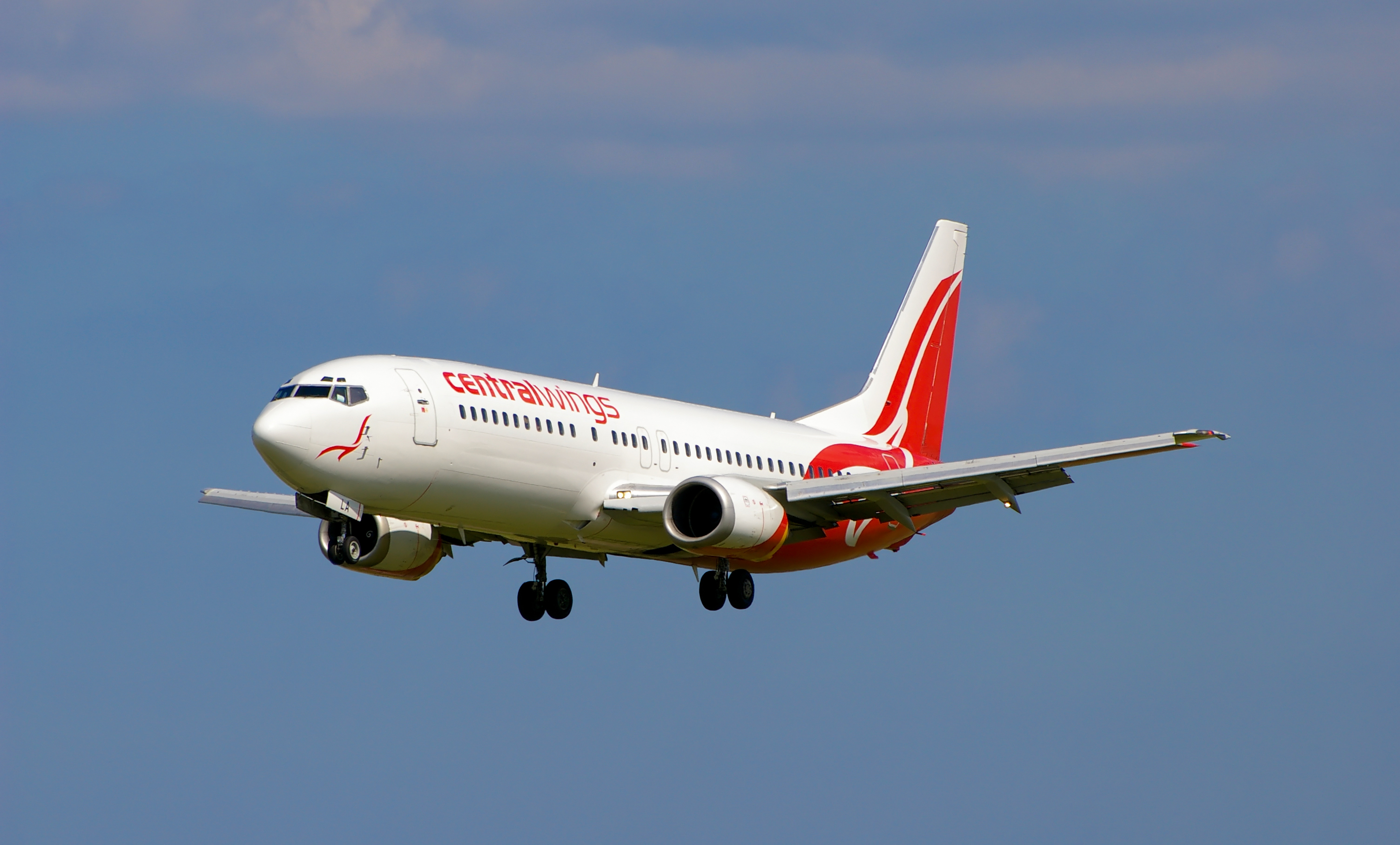
セントラルウィングス ボーイング737 クラシック

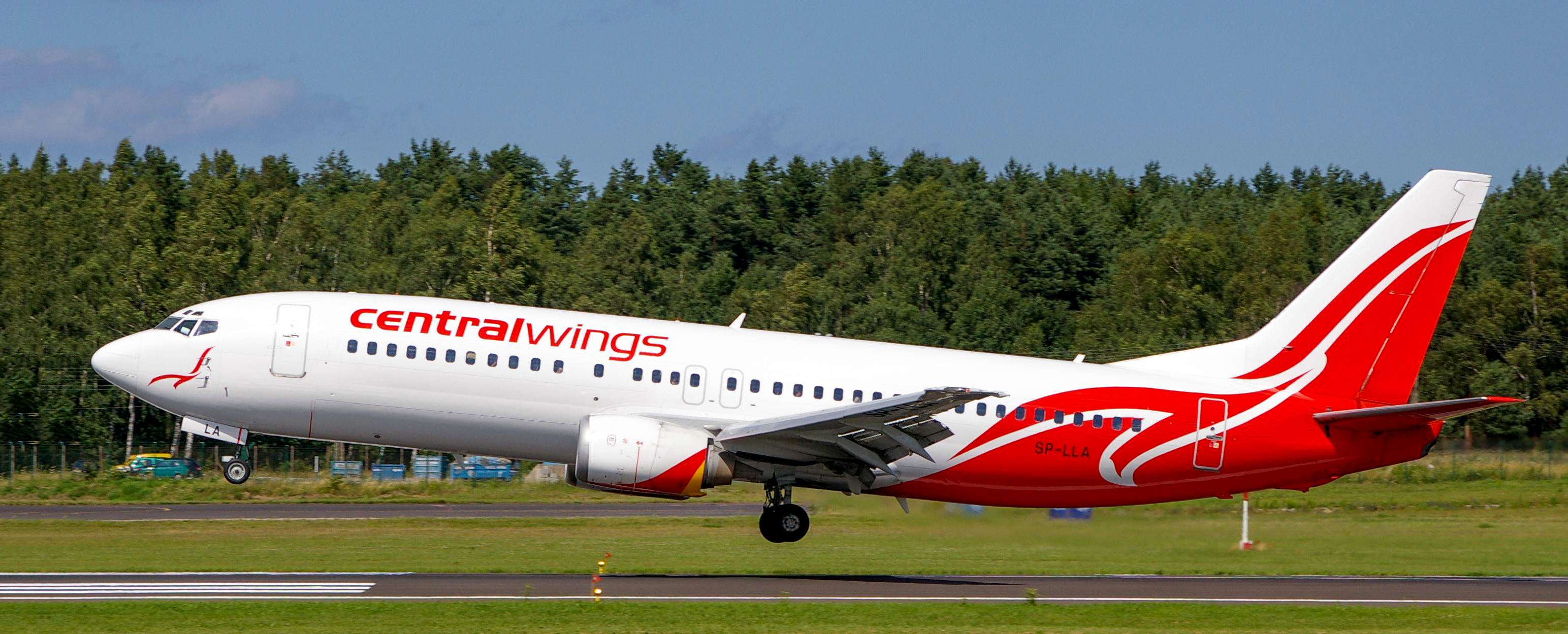
セントラルウィングス ボーイング737-400

## 機材
セントラルウィングスが運航し、所有している航空機。(2008年9月11日現在)
- ボーイング737-300 3機
- ボーイング737-400 4機
- マクドネル・ダグラス MD-80 1機 (MAP Executive Flight Serviceよりリース)